# 斑冠蚁鵙
斑冠蚁鵙（学名：Thamnophilus multistriatus）是蚁鵙科蚁鵙属的一种，发现于哥伦比亚和委内瑞拉。查氏蚁鵙的自然栖息地为亚热带或热带的干燥森林、亚热带或热带的湿润云雾林以及严重退化的前森林。